# Šta je to u tvojim venama
Šta je to u tvojim venama (in seguito reintitolato Kukavica) è il quinto album in studio della cantante serba Ceca. Il disco è stato pubblicato nel 1993.

## Tracce
1. Šta je to u tvojim venama
2. Popij me kao lek
3. Oprosti mi suze
4. Žarila sam žar
5. Ustani, budi se
6. Što si tako zaboravan
7. Zaboravi
8. Mesec, nebo, zvezdice
9. Kukavica